# Villa Manzoni
Villa Manzoni è un edificio in stile neoclassico situato a Lecco nel quartiere Caleotto.
Fu la residenza della famiglia di Alessandro Manzoni che vi trascorse, come lui stesso scrive nell'introduzione al Fermo e Lucia, tutta l'infanzia, l'adolescenza e la prima giovinezza.
Nel 1940 fu dichiarata da re Vittorio Emanuele III monumento nazionale. Oggi è un museo letterario.

## Storia
I Manzoni si trasferirono nella villa circa nel 1620 dalla Valsassina. L'edificio fu costruito attorno al 1621. Il primo della famiglia che abitò nella casa del Caleotto fu il quadrisavolo dello scrittore, Giacomo Maria Manzoni, "abitante ab Caliotto, territorio di Lecco", come si legge in un documento del 15 agosto 1612. Dopo di lui tutti gli antenati dello scrittore vissero in questa casa e quasi tutti vi nacquero, come pure suo padre, Pietro Antonio Manzoni, nato qui il 2 luglio 1736.

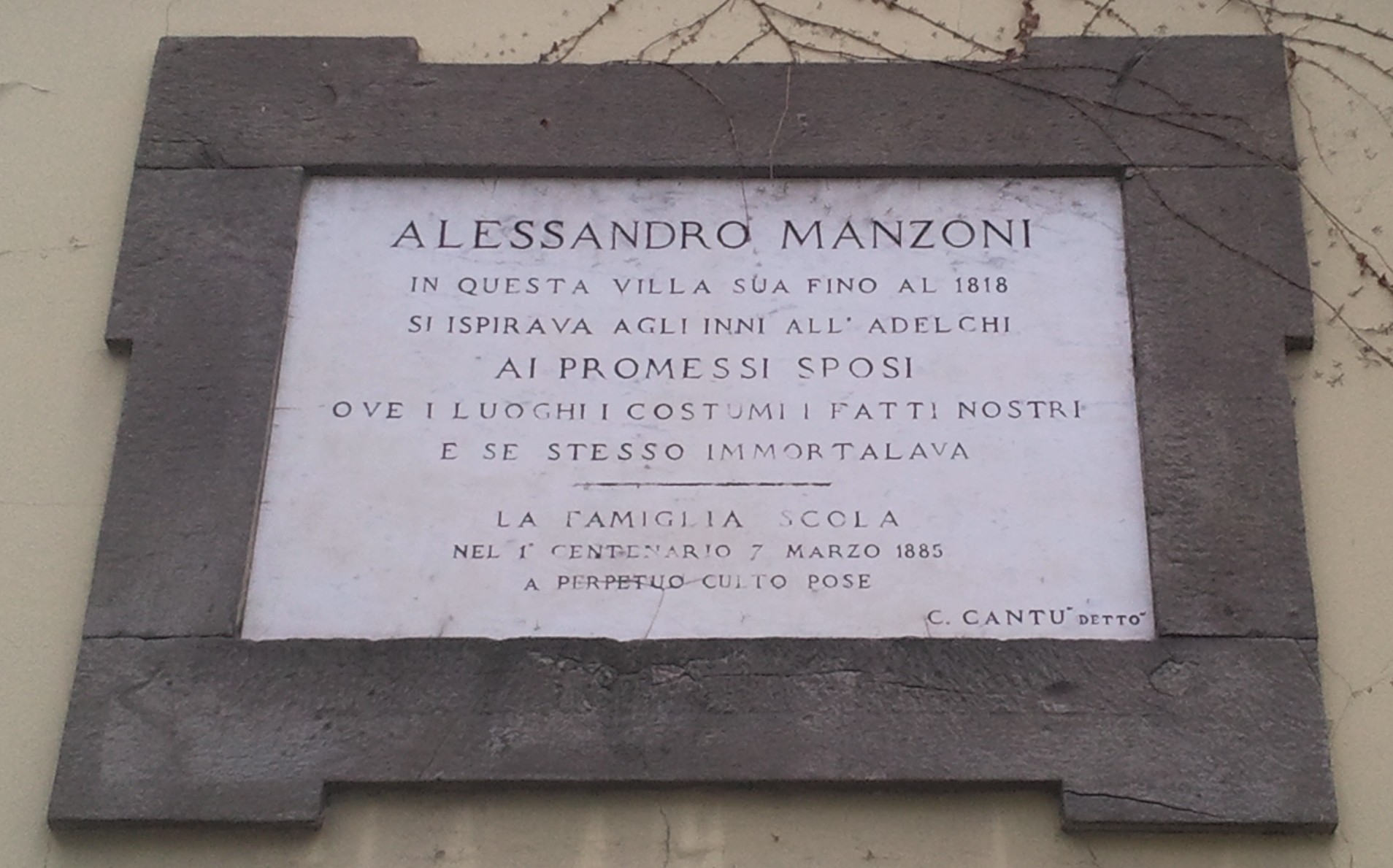
Targa posta dalla famiglia Scola sul muro esterno dell'edificio

Dopo alcuni interventi ad opera di Pietro Manzoni, bisnonno di Alessandro, la villa fu ristrutturata negli ultimi anni di vita del nonno, che si chiamava anch''egli Alessandro (1686-1773) e gli interventi continuarono con Pietro Antonio (173-1807), padre del romanziere, il quale assieme al fratello, monsignor Paolo Manzoni (1729-1800) diede alla villa l'aspetto attuale. Questi ultimi lavori furono curati da Giuseppe Zanoia.
Le mappe dell'epoca riportano la costruzione identica in pianta all'attuale, i fondi agricoli "vitati" e "moronati" cioè coltivati a viti e gelsi, e il giardino all'italiana, che si trovava sul fianco destro della villa.
Ad Alessandro Manzoni, che fu il primo deputato in alcuni “Convocati Generali” del Comune di Lecco tra il 1816 e il 1817, si deve la decorazione a grisaglia della grande sala al piano terra. Fu lo stesso Alessandro a vendere la proprietà del Caleotto alla famiglia Scola nel 1818, la quale, nel 1885, fece apporre all'esterno della villa una targa commemorativa per il centenario della nascita del poeta. Su questa targa erano scritte le seguenti parole: “Alessandro Manzoni in questa villa sua fino al 1818 si ispirava agli “Inni”, ”Adelchi”, ai “Promessi sposi” ove i luoghi, i costumi, i fatti nostri e se stesso immortalava”.

## Struttura
La villa presenta una struttura neoclassica, con facciata scandita da modanature in pietra arenaria. 
Dall'ampio portone si entra nel cortile d'onore circondato da un portico con serliane e pilastri in arenaria dove, sulla sinistra, è collocata la cappella dell'Assunta, terminata nel 1777, dove è sepolto il padre dello scrittore Don Pietro Manzoni, morto nel 1807. La cantina conserva una neviera a pozzo e due torchi da vino ottocenteschi.
Il giardino, molto più piccolo dell'originale, all'epoca dello scrittore aveva una tipica forma geometrica di "giardino all'italiana", come risulta dalle mappe dell'archivio Scola. Era circondato da un vasto fondo agricolo coltivato a viti e gelsi con alberi secolari, molto ridimensionato negli anni '70 in seguito alla costruzione di edifici scolastici.
Oggi nella villa si trova la Pinacoteca comunale ricca di dipinti di Scuola Lombarda del ‘600 e ‘700, nature morte, ritratti dell'Ottocento, ecc. Notevole è il salone centrale, con decorazioni classicheggianti, da alcuni attribuite a rimaneggiamenti voluti dallo stesso Romanziere; nelle sale sono custoditi vari ricordi di famiglia.

## Musei

### Civico museo manzoniano
Il Civico museo manzoniano, considerato il museo letterario più visitato della Lombardia alle spalle del Vittoriale degli Italiani è situato al piano terra della villa e ospita un percorso espositivo realizzato fra il 1983 e il 1997 che si articola in otto sale che espongono la mobilia originale dell'epoca, stampe, autografi oltre alle prime edizioni del romanzo letterario.

### Galleria comunale d'arte
Posta al secondo piano della villa, la Galleria comunale d'arte espone al pubblico una selezione di opere facenti parte delle collezioni artistiche dei Musei Civici, ricche di quattrocento dipinti e di duemila incisioni. Il percorso espositivo è strutturato per ambiti tematici e periodi cronologici e tutti i dipinti sono stati esposti con cornici coeve.

### Biblioteca specializzata
La biblioteca specializzata dei Musei Civici raccoglie e permette di consultare oltre 18000 volumi e 300 testate di periodici riguardanti il territorio lecchese e la Lombardia, nei differenti ambiti di ricerca collegati con le attività dei Musei Civici: archeologia, storia, storia dell'arte, scienze naturali, museologia, archeologia industriale, archivistica, numismatica, a cui si aggiunge infine un'ampia sezione dedicata alle museologia e alle altre discipline dei beni culturali, con tesi e letteratura grigia italiana e straniera.
Il Fondo Manzoniano riveste una particolare importanza: è composto da oltre 700 titoli, a partire da tutte le edizioni originali delle opere manzoniane, le più importanti edizioni italiane e straniere dei Promessi Sposi, saggi critici di argomento manzoniano pubblicati dalla fine dell'Ottocento ai giorni nostri, curiosità bibliografiche come le opere dei continuatori ed altre curiosità.
La Biblioteca possiede poi alcuni fondi speciali strettamente connessi con i settori e le collezioni museali, in particolare il Fondo Ennio Morlotti, dedicato al grande pittore lecchese del Novecento, e il Fondo di storia locale, legato al territorio lecchese.

### Fototeca
I Musei Civici di Lecco conservano un'importante raccolta fotografica, pervenuta dalle loro origini ed arricchitasi nel tempo con acquisizioni e donazioni. È composta da circa 4000 fotografie e cartoline riguardanti il territorio di Lecco, i luoghi manzoniani, la prima e la seconda guerra mondiale, il Prestito Nazionale.
Il materiale è stato oggetto, a partire dal 1994, di un attento lavoro di inventariazione, restauro e conservazione e costituisce una fondamentale fonte iconografica per lo studio del territorio.
Il lavoro di riorganizzazione della fototeca ha permesso inoltre di individuare alcuni autori e laboratori estremamente importanti per la storia della fotografia locale tra la seconda metà del XIX secolo e la prima metà del XX secolo quali Federico Mariani, lo studio Giulio Rossi, Pompeo Bassani, e Carlo Bosetti già noto per i suoi numerosi lavori su Bellagio e il lago di Como.
Particolarmente interessanti sono il Fondo Longoni dedicato interamente ai luoghi manzoniani e il Fondo Giuseppe Pessina, donato nel 2000 ai Musei di Lecco, in seguito alla mostra tenutasi a Villa Manzoni l'anno precedente, che ricostruiva il lavoro di questo grande fotografo lecchese, al seguito delle truppe italiane durante la prima guerra mondiale e per tutta la sua lunga vita, dalle corse ciclistiche, ai premi automobilistici dei primi decenni del Novecento agli scorci di Milano, alle vedute di Lecco e delle montagne.

### Sezione separata d'archivio
Nella visione scientifica del museo come luogo di documentazione e ricerca, sin dalle origini i Musei Civici di Lecco hanno raccolto anche materiale archivistico e singoli documenti, per lo più cartacei, che sono venuti a far parte delle Collezioni Storiche o del Fondo Manzoniano. Vista la presenza di veri e propri fondi archivistici e la mancanza di un Archivio di Stato a Lecco, nel 1981 è stata costituita, di concerto con la competente Soprintendenza Archivistica della Lombardia, la Sezione Separata d'Archivio costituita da materiale riguardante il territorio lecchese di natura e consistenza molto eterogenea ma è aperta alla consultazioni degli studiosi solo previo appuntamento.